# Friedrich Adolf Philippi
Friedrich Adolf Philippi (ur. 15 października 1809 w Berlinie, zm. 29 sierpnia 1882 w Rostocku) – niemiecki teolog luterański.

## Życiorys
Friedrich Adolf Philippi pochodził z żydowskiej rodziny, jednak w wieku szesnastu lat uznał wiarę chrześcijańską za prawdę i cztery lata później przyjął chrzest. Ukończył studia na Uniwersytecie w Berlinie (1827–1829) i Uniwersytecie w Lipsku (1829–1830), następnie wykładał w Dreźnie (1830–1832) i Berlinie (1833–1834). Później wycofał się z publicznej działalności, by poświęcić się prywatnym studiom teologii, zwłaszcza dogmatyki i egzegezy. W 1837 roku został Privatdozentem na Uniwersytecie w Berlinie, w 1841 roku objął posadę na Uniwersytecie w Dorpacie jako profesor dogmatyki i teologii moralnej. Poświęcił uwagę problemom kościelnym swoich czasów, istotnie przyczyniając się do wzmocnienia luteranizmu na terytorium Rosji. W 1851 udał się do Rostocku, gdzie był profesorem egzegezy Nowego Testamentu. Sprzeciwiał się teologii Johanna Hofmanna i Michaela Baumgartena. W 1874 roku został radcą konsystorza. Zmarł w 1882 roku.

## Wybrane dzieła
- De Celsi adversarii Christianorum philosophandi genere (Berlin, 1836)
- Der thätige Gehorsam Christi, ein Beitrag zur Rechtfertigungslehre (1841)
- Commentar über den Brief Pauli an die Römer (3 części, Erlangen i Frankfort, 1848–1852)
- Kirchliche Glaubenslehre (6 tomów, Gütersloh, 1854–1879)
- Predigten and Vorträge (zredagowane przez Ferdinanda Philippi, 1883)
- Symbolik, akademische Vorlesungen (zredagowane przez Ferdinanda Philippi, 1883)
- Erklärung des Briefes Pauli an die Galate (zredagowane przez Ferdinanda Philippi, 1884)